# Ain Roost
Ain Roost (* 12. Mai 1946 in Uppsala, Schweden) ist ein ehemaliger kanadischer Diskuswerfer, Speerwerfer und Kugelstoßer estnischer Herkunft.
1966 wurde er bei den British Empire and Commonwealth Games in Kingston Fünfter im Speerwurf, Siebter im Diskuswurf und Elfter im Kugelstoßen. 
Bei den Panamerikanischen Spielen wurde er im Diskuswurf 1967 in Winnipeg Achter und gewann 1971 in Cali Bronze. 1972 schied er in dieser Disziplin bei den Olympischen Spielen in München in der Qualifikation aus.
Ebenfalls im Diskuswurf wurde er bei den British Commonwealth Games 1974 in Christchurch Vierter und bei den Panamerikanischen Spielen 1975 in Mexiko-Stadt Fünfter; bei den Olympischen Spielen 1976 in Montreal kam er erneut nicht über die erste Runde hinaus.
Viermal wurde er Kanadischer Meister im Diskuswurf (1971–1974) und einmal im Kugelstoßen (1964). Seine persönliche Bestweite im Diskuswurf von 61,68 m stellte er am 22. Mai 1976 in Modesto auf.
1975 promovierte er in Psychologie an der University of Minnesota. Heute betreibt er eine therapeutische Praxis in La Jolla.